# Lino Ricciuti
Lino Ricciuti (Lanciano, 15 luglio 1905 – Milano, 20 novembre 1983) è stato un calciatore italiano, di ruolo attaccante.

## Carriera
Dopo le giovanili, gioca una partita con la prima squadra dell'Inter il 27 aprile 1924 durante Genoa-Inter (5-1) di campionato. Viene inserito nelle liste di trasferimento al termine della stagione 1926-27, e successivamente torna in Abruzzo dove comincia a giocare con la Virtus Lanciano, ricoprendo anche il ruolo di capitano fino al 1930. Tornato a Milano dopo il fallimento della Virtus, milita poi nell'Isotta Fraschini di Milano.

## Statistiche

### Presenze e reti nei club
| Stagione               | Club                   | Campionato      | Campionato | Campionato |
| Stagione               | Club                   | Comp            | Pres       | Reti       |
| ---------------------- | ---------------------- | --------------- | ---------- | ---------- |
| 1923-1924              | Inter                  | Prima Divisione | 1          | 0          |
| 1927-1930              | Virtus Lanciano        | Prima Divisione | ?          | ?          |
| Totale Inter           | Totale Inter           |                 | 1          | 0          |
| Totale Virtus Lanciano | Totale Virtus Lanciano |                 | ?          | ?          |
| Totale carriera        | Totale carriera        |                 | 1          | 0          |